# 9K22 Tunguska
9K22 Tunguska (označení v rámci armády, v indexu GRAU 2K22, dále Tunguska M-1, v V kódu NATO: SA-19 „Grison“) je sovětský hybridní, samohybný protiletadlový raketový komplet krátkého dosahu. Jeho primárním účelem je protivzdušná obrana pozemních vojsk proti nízkoletícím cílům, s možností palby i proti pozemním cílům. Pro bodovou obranu může využít dvojici 30mm kanónů, zatímco na vzdálenější cíle útočí pomocí protiletadlových řízených střel. Do služby v Sovětské armádě byl systém zaveden roku 1982 jako náhrada protiletadlového systému ZSU-23-4.
Systém Tunguska-M1 nese osm protiletadlových řízených střel 9M311-M1 s operačním dosahem 15–10000 metrů proti vzdušným cílům. Pro boj na kratší vzdálenosti má systém dva 30mm kanóny 2A38M s kadencí 5000 ran za minutu. Dostřel kanónů činí 3000 metrů proti vzdušným a 4000 metrů proti pozemním cílům. Veškerá elektronika a další subsystémy jsou společně s výzbrojí umístěny na 34tunovém pásovém podvozku GM-352 s hydropneumatickým odpružením, vybaveném pancéřovanou věží.

## Uživatelé

### Současní
- Bělorusko: jistý počet verze 2S6
- Indie: záleží na zdroji, od 20 po 92 jednotek 2S6 k roku 2012[3]
- Maroko: 12 kompletů 2K22M v roce 2012, podle Military Balance 2012, str. 340
- Myanmar (Barma)
- Rusko: přes 250 kompletů 2K22 v roce 2012, podle Military Balance 2012, str. 193. 21 ks Tunguska-M1 dodán v letech 2012-2017.[4]
- Sýrie: 6 ks 2S6M1 dodáno v roce 2008[5][6]
- Ukrajina: 70 ks 2S6 v roce 2012, podle Military Balance 2012, str. 166
- Jemen: jistý počet verze 2S6M1 v roce 2005.[7]

### Bývalí
- Sovětský svaz: Přešly na nástupnické země